# 鹿港街長宿舍
24°03′27″N 120°26′07″E / 24.057499°N 120.435296°E
鹿港街長宿舍，是位於臺灣彰化縣鹿港鎮的日式宿舍，1935年建成時原供為鹿港街街長居住，2002年列歷史建築，2009年起作為鹿港鎮史館。

## 建物
鹿港街長宿舍是鹿港耆老丁玉書任職鹿港街役場雇員時，為鹿港街二任街長吉田秀次郎辦理宿舍興建。1935年4月1日動工，同年10月20日落成。

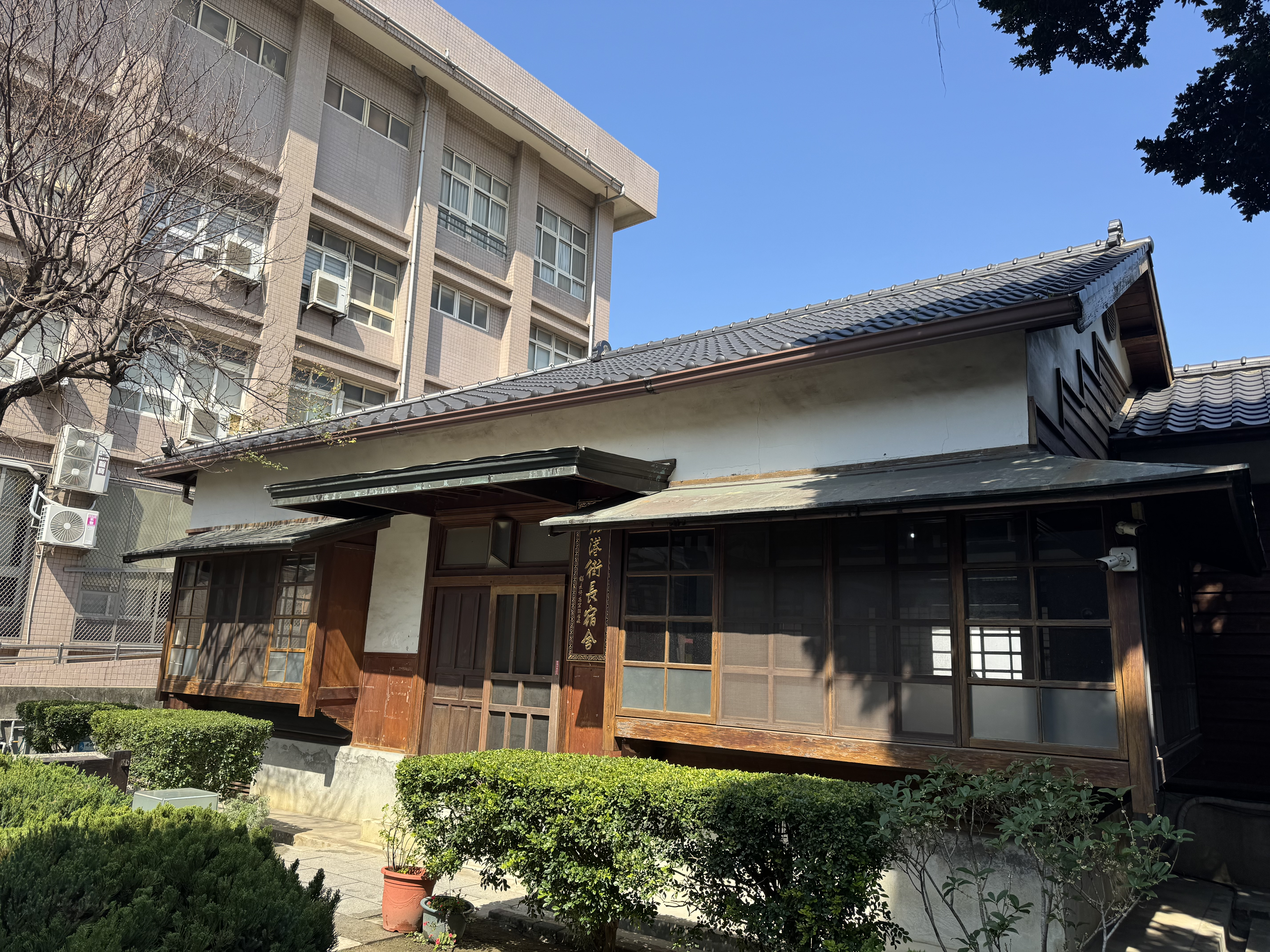
鹿港街長宿舍前景

宿舍位於鹿港鎮公所東側，座西北朝東南，占地約70坪，以矮小石牆圍起。建物呈現反L型，後側居室為後來增建，左側的停車場原為花園。建物前的楊桃樹為1940年任街長的田口茂雄與妻子一同手植，與意樓前的同種樹並列鹿港最老的楊桃樹。前院還有棵幾丈高的小葉榕樹，為早年由別處移植，樹齡超過一百年。
丁玉書表示，此街長宿舍是鹿港最高級的房舍。官舍等級屬於高等官第三種官舍，屋架型式為小屋組、樑搭為京呂組、牆體為編竹夾泥構造。客廳立著特意露出木瘤的精神柱，街長招待賓客時會坐在此柱旁。穿越客廳後就是庭園的半戶外廊道，可供來客看景。內部還擺設李松林雕刻作品。隱私性較高的居間（臥室）、便所、風呂（浴室）則配置於建築物角落。

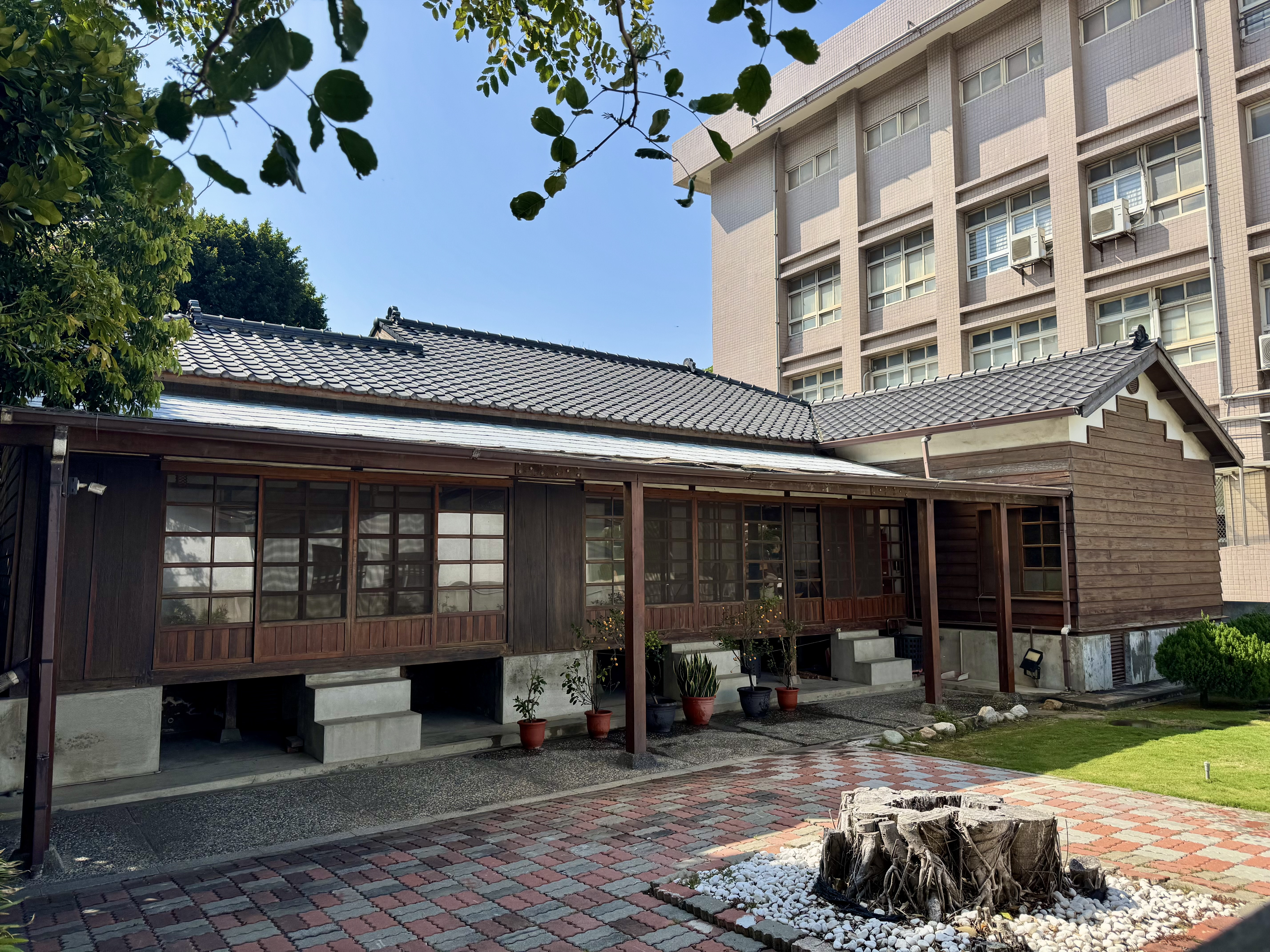
鹿港街長宿舍半戶外廊道

丁玉書回憶，住在此的街長有二到六任，戰後時期才由公務人員居住。戰後曾作為後備司令部員工宿舍。如1950年代，鹿港區海防檢查哨所長姚子棟一家人，就與其他三戶共住此宿舍、共用衛浴廚房。後來因鎮公所作為置物倉庫，才能多年保留原貌。
1968年3月10日，第五任鹿港街長田口茂雄回此處。

## 修繕
2002年3月13日，彰化縣長翁金珠來此聽取鹿港鎮長黃正隆、朝陽鹿港協會理事長溫文卿、木雕師黃媽慶意見後，表示會要求縣文化局規劃辦理列為歷史建築保護。8月28日，縣府文化局資產課代課長陳允勇宣布，行政院九二一震災災後重建推動委員會已同意提供新台幣725萬元修繕。
2003年9月13日上午，由鎮長黃正隆等舉行修復動土儀式。2004年4月13日準時完工。
2005年1月30日，縣長翁金珠與鎮長黃正隆等共同舉行啟用。當日，洽巧姚子棟兒子姚恆泰正好從后里開車前來看兒時住所。

## 活化
2005年7月4日，針對縣文化局建議將鹿港街長宿舍作為鹿港鎮史館，鎮長黃正隆表示堅持自主。之後修復一年多來，鎮公所曾一度計畫委外經營藝文、咖啡，但沒有廠商願意。場地曾一度做為藝術工作者暫住的宿舍，如2007年10月25日由來自京都的藝術工作者南隆雄率先入住。
2008年7月21日，第五任街長田口茂雄柳川陽史外孫回到兒時住的街長宿舍。他兒時就住在便所旁的房間。
王惠美上任後鹿港鎮長，決定再利用規劃作為鎮史館。鹿港鎮公所在1991年改建時，散佚不少文史資料。鎮公所公用事業管理所所長許明輝表示，和地方文史工作者討論後，共識是鹿港街長宿舍是最合適收集鹿港文史資料的地點。2009年3月1日，縣長卓伯源、鎮長王惠美、文化局長林田富、田口茂雄外孫柳川陽史等共同主持揭牌儀式，並種下桂花樹當紀念。該年，地方人士捐贈的歷史文物就有：2月24日，文史工作者陳仕賢、鹿港文教基金會董事長王康壽代表捐出大正十三年（1924年）原版鹿港寺廟台帳；5月6日，丁少華捐出父親丁玉書收藏的鹿港神社啟用紀念杯、彰化郡鹿港地圖、昭和十五（1940年）與十六年（1941年）甘蔗植付豫定面積台帳；11月5日，莊銘祖捐出祖父莊士哲墓誌銘。
開館後，由獲彰化縣績優志工銅質獎的鹿港鎮老婦人林素梅等擔任志工。